# Atlas interactivo Unesco de las lenguas en peligro en el mundo
El Atlas interactivo Unesco de las lenguas del mundo en peligro (en inglés, UNESCO Interactive Atlas of the World's Languages in Danger) es un informe de la Unesco mediante el cual se pretende alertar a los legisladores, las comunidades de hablantes y el público en general sobre las lenguas en peligro y la necesidad de proteger la diversidad lingüística mundial. Es también una herramienta para monitorear el estado de las lenguas en peligro y de la diversidad lingüística a nivel mundial. 

## Historia
El atlas, que se publicó por primera vez en 1996, en edición impresa, incluía 12 páginas de mapas. La segunda edición, en 2001, contenía 14 páginas de mapas con 800 lenguas. El 2005, la Unesco desarrolló un mapa pulsable en línea del continente africano, detallando 100 lenguas africanas en peligro que habían sido mencionadas en la edición de 2001. En febrero de 2009 se publicó la versión en línea del atlas, gratuito, con 2498 lenguas (230 de las cuales se han extinguido desde 1950).
De cada una de las lenguas, el atlas indica el nombre, el nivel de peligro y el país o países en que se habla. Respecto a la edición impresa, la versión en línea aporta información adicional de cada lengua: número de hablantes, políticas y proyectos relacionados, fuentes, códigos ISO y coordenadas geográficas.

## Clasificación de las lenguas
Para establecer la vitalidad de una lengua, asignándole así un determinado nivel de riesgo, se consideran diferentes parámetros, como por ejemplo el número absoluto de hablantes, la transmisión intergeneracional y la presencia en los medios, entre otros. A partir de estos datos, se establece uno de los 5 niveles de riesgo siguientes identificados con colores:
- Vulnerable (blanco): La mayoría de los niños la hablan, pero puede estar restringida a determinados ámbitos (por ejemplo, el hogar).
- En peligro (amarillo): Los niños ya no lo aprenden como lengua materna en casa.
- En peligro grave (naranja): La hablan los abuelos y generaciones anteriores; aun cuando la generación de los padres puede entenderla, no la hablan entre ellos ni con los niños.
- En peligro crítico (rojo): Los hablantes más jóvenes son los abuelos, y la hablan parcial y raramente.
- Extinta (negro): No queda ningún hablante. Las lenguas de este nivel se incluyen en el atlas si presumiblemente se han extinguido a partir de 1950.

Las lenguas consideradas «seguras», es decir, que son habladas por todas las generaciones y la transmisión intergeneracional de las cuales no ha sido interrumpida, no se incluyen en estos niveles. Algunas de las lenguas presentes en el atlas son el aragonés, el asturiano, el euskera, el gascón, el cántabro (lingüística), el occitano del Languedoc, el provenzal o el alguerés.